# Alden (Nova York)
Alden és una població dels Estats Units a l'estat de Nova York. Segons el cens del 2000 tenia 2.666 habitants.

## Demografia
Segons el cens del 2000, Alden tenia 2.666 habitants, 1.083 habitatges, i 723 famílies. La densitat de població era de 378,4 habitants/km².
Dels 1.083 habitatges en un 32,9% hi vivien nens de menys de 18 anys, en un 53,2% hi vivien parelles casades, en un 9,7% dones solteres, i en un 33,2% no eren unitats familiars. En el 28,3% dels habitatges hi vivien persones soles el 12,6% de les quals corresponia a persones de 65 anys o més que vivien soles. El nombre mitjà de persones vivint en cada habitatge era de 2,45 i el nombre mitjà de persones que vivien en cada família era de 3,01.
Per edats la població es repartia de la següent manera: un 26,3% tenia menys de 18 anys, un 6,6% entre 18 i 24, un 30,8% entre 25 i 44, un 21,1% de 45 a 60 i un 15,3% 65 anys o més.
L'edat mediana era de 38 anys. Per cada 100 dones de 18 o més anys hi havia 93,2 homes.
La renda mediana per habitatge era de 41.630 $ i la renda mediana per família de 51.161 $. Els homes tenien una renda mediana de 34.821 $ mentre que les dones 24.245 $. La renda per capita de la població era de 20.864 $. Entorn del 4,9% de les famílies i el 7,6% de la població estaven per davall del llindar de pobresa.